# Král úletů
Král úletů je název českého vydání románu amerického spisovatele Philipa K. Dicka Confessions of a Crap Artist (něco jako Zpověď ukecaného umělce). Jde o jediný Dickův nefantastický román vydaný za jeho života. Napsán byl již roku 1959 a vydaný až roku 1975. Román sleduje život dvou kalifornských středostavovských rodin, které se potýkají se svými démony a jeho obsahem je hořký a hluboký manželský rozvrat hlavních postav.

## Obsah románu
Román se odehrává v padesátých letech v Marin County v Kalifornii. Jeho titulní postavou je Jack Isidore, bláznivý snílek a poněkud duševně vyšinutý muž posedlý sbíráním neužitečných věcí všeho druhu a ve své pomatenosti věřící například v pravdivost teorie duté Země. Jacka se ujímá jeho sestra Fay, která je finančně velmi výhodně provdána za majitele továrny Charleyho, hrubého a omezeného člověka a občasného násilnického alkoholika. Samotná Fay je panovačná, racionálně, ale krátkozrace uvažující žena, která se někdy chová jako malé děcko. Musí mít vše co si zamane a nebojí se přitom bortit vztahy se svým manželem a okolím
Když Charley dostane díky chování své ženy infarkt a je v nemocnici, má Fay mimomanželský poměr se svým čerstvě ženatým sousedem, studentem Natem Anteilem. Charley se vrací z nemocnice a je rozhodnut Fay zabít, ale nakonec spáchá sebevraždu. Odkáže ale Jackovi polovinu domu a dostatek peněz na psychiatrickou léčbu. Jack se mezitím stal členem apokalyptické náboženské skupiny, která očekává brzký konec světa. Když tento konec světa v určený den nenastane, rozhodne se Jack vyhledat psychiatrickou pomoc.
Nat se rozvede se svou manželkou Gwen, ale přesto, že Fay vlastně nenávidí, nedokáže se od ní oprostit a zůstává s ní, protože i jeho si podmanila a zotročila.

## Filmové adaptace
- Confessions d'un Barjo (1992), francouzský film, režie Jérôme Boivin[3]

## Česká vydání
- Král úletů, Argo, Praha 2004, přeložil Robert Hýsek